# Magia no Renascimento

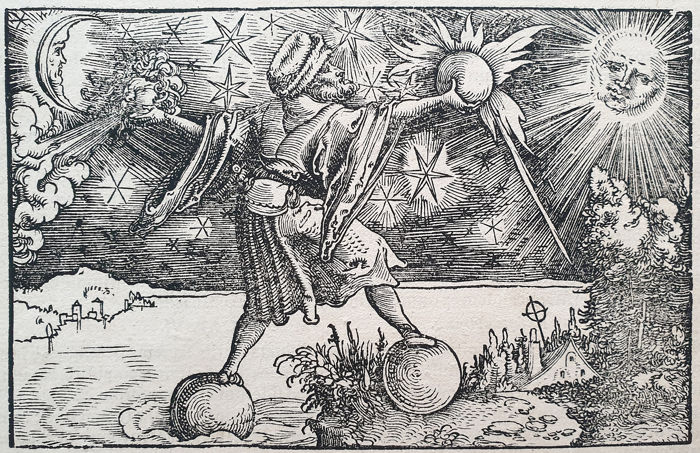
Ilustração em xilogravura de uma edição da Naturalis Historia de Plínio, o Velho (1582)

O humanismo da Renascença (séculos XV e XVI) viu um ressurgimento do hermetismo e das variedades medievais e neoplatônicas de magia cerimonial. Num turbulento contexto de disputas e tentativas de resolução por legitimidade religiosa, filosófica e científica, surgiu a definição de magia natural e suas proposições em diversos sistemas mágicos renascentistas. Sua discussão esteve presente em universidades e nos discursos de autoridades como teólogos, filósofos e médicos até o Iluminismo, quando as revoluções das ciências naturais determinaram um novo conhecimento canônico. Ainda assim, ela influenciou posteriormente o ocultismo contemporâneo.

## Academia Florentina
A divulgação da chamada "magia natural" se iniciou no século XV por Marsilio Ficino e seu tutelado Giovanni Pico della Mirandola. Ficino difundiu as traduções latinas de textos herméticos, e a magia natural, considerada como baseada no uso de forças ocultas da natureza, era vista como compatível com as antigas filosofias espirituais (de Hermes Trismegisto, Zoroastro, Orfeu, Pitágoras e Platão) e com o cristianismo da Igreja Católica de então. Ela fazia parte das chamadas ciências ocultas, junto à astrologia e alquimia, que também foram resgatadas com o Renascimento.
A proposta de Ficino e Pico era do tipo de magia simpática: baseava-se na doutrina da existência de simpatias naturais e visava ao aperfeiçoamento da alma e sua elevação em direção ao celestial, o que também seria facilitado através do uso de substâncias naturais, imagens e signos, que atrairiam potências da natureza; sobre isso, Ficino no De Amore, em comentário ao trecho 202d-203d do Banquete de Platão, irá fundamentá-la no platonismo ao relacionar o Eros cósmico com a magia:
"Mas por que pensamos que o Amor é um mágico? Porque todo poder da magia consiste no Amor. O trabalho da magia é a atração de uma coisa pela outra por causa de uma certa afinidade de natureza."
"... as obras de magia são obras da natureza, mas a arte é sua serva ... Os antigos atribuíam essa arte aos daemones porque os daemones entendem o que é a inter-relação das coisas naturais, o que é apropriado para cada uma e como a harmonia das coisas, se estiver faltando em algum lugar, pode ser restaurada ... os daemones são mágicos por entenderem a amizade das próprias coisas."
Ficino esforçou-se em diferenciar sua magia espiritual da magia demônica medieval. Francesco da Diacetto, um de seus discípulos, descreve um ritual mágico para canalizar energias solares, em que o praticante deve se vestir com um manto áureo e capa cor de açafrão, queimar incenso feito de plantas solares ante um altar ornado de uma imagem de Sol entronado e coroado e, ungido com matérias solares, cantar um Hino Órfico ao Sol. Isso atrairia e concentraria as propriedades do Sol, através dos artefatos e imagens que refletem seu aspecto.
Pico distingue a magia má da sua magia naturalis boa, que não atrai poderes demoníacos e é permitida. Sobre esta última, ele reiteradamente afirma que é realizada pelo estabelecimento de "vínculos" que unem ou "casam" as coisas do Céu com as coisas da Terra.
"Esta, perscrutando intimamente o secreto acordo do universo a que os gregos chamam de uma maneira muito significativa sumpatheia, explorando a mútua ligação das naturezas, atribuindo a cada uma delas as congênitas lisonjas que se chamam iugges, isto é, encantamentos dos magos, traz à luz, como se ela própria fosse o artífice, as maravilhas escondidas nas profundezas do mundo, no seio da natureza e dos mistérios de Deus, e, do mesmo modo que o camponês casa olmos com videiras, também o mago casa a terra com o céu, isto é, as forças inferiores com os dotes e as propriedades superiores. Daqui se infere que, enquanto a primeira magia aparece como monstruosa e nociva, a segunda mostra-se divina e salutar. Sobretudo por isto, enquanto uma, colocando o homem à mercê dos inimigos de Deus, o afasta de Deus, a outra exalta-o para tal admiração das obras de Deus, de onde seguramente derivam a caridade, a fé e a esperança."
Na Apologia (1487), ele afirma conclusões como "Magia é a parte prática da ciência natural", "magia natural é lícita, e não proibida" e "nada existe que seja virtude no céu ou semente na terra, e separadas estejam, a que um mago não possa atuar e unir":
“Como eu disse na primeira conclusão, refuta-se toda magia proibida pela Igreja, essa que é condenada e detestada, com eu protestando apenas ao falar da magia natural e expressamente pela especial conclusão declarando: que por esta magia, nada se opera a não ser somente para a atuação e união das virtudes naturais. É o que diz a undécima conclusão sobre magia. A arte mirabolante da magia não é nada além de meios de união e atuação dessas, que seminais e separadas estão na natureza, o que se diz na conclusão 13 de que esta magia não opera sobre nada além do casamento do mundo. Tendo por referida especificação e restrição de minha intenção nas conclusões de magia, à magia natural intenciono que seja aplicada cada uma das conclusões particulares, e assim, quando digo da atividade dos caracteres e figuras na obra da magia, falo sobre sua verdadeira atividade e da natural. É patente que há acordo de tal com todos os filósofos, tanto na ação, quanto no modo de agência e passividade."
"O princípio secreto dos filósofos, deve-se reconhecer, era influenciar os caracteres e figuras para se operar a magia, que pode ser de qualquer qualidade material"
"Na magia natural nada é mais eficaz do que os Hinos de Orfeu, se lhes for aplicada uma música adequada, e disposição de alma e as outras circunstâncias conhecidas pelos sábios"
Depois, Pico incorporou o estudo da Cabala na interpretação cristã e considerou que a magia natural deveria ser suplementada pela Cabala prática para que não fosse fraca. Ele afirmou que os mistérios cristãos podiam ser provados pelos escritos judaicos esotéricos e teve o intuito de sintetizar as filosofias judaica, cristã e pagãs, o que ele defendeu nas Novecentas Teses: "não há outra ciência que nos dê maior certeza da divindade de Cristo do que a magia e a Cabala". Essas afirmações instigaram a realização de uma comissão papal por Inocêncio VIII para verificar sua ortodoxia, resultando na condenação de uma parte de suas teses sobre magia como heresia e o banimento de duas de suas obras, Conclusões (1486) e Apologia. Um membro da comissão examinadora, Pedro Garisia (ou Garcia), afirmou que todas as formas de magia eram contrárias à Igreja Católica e filosofia natural. Sisto IV, porém, tinha interesse na Cabala, e o estudo desta foi parcialmente reabilitado quando o papa ordenou a Pico que traduzisse três obras cabalísticas ao latim.

## Reuchlin

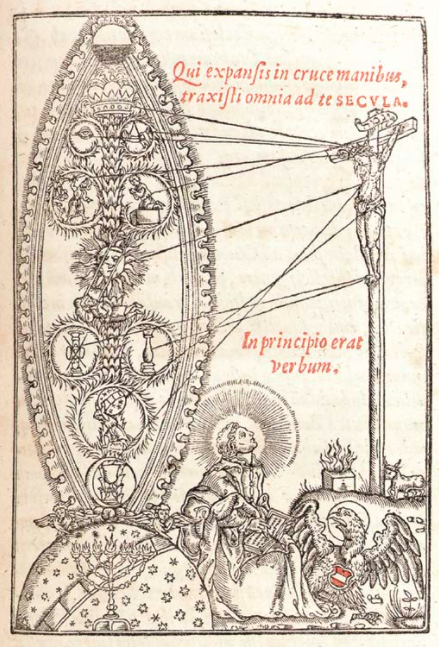
Cristo sefirótico no Evangelho de João de um Novo Testamento Siríaco: Widmanstetter, Johann Albrecht (1555). Liber Sacrosancti Evangelii De Jesu Christo Domino & Deo Nostro. Viena: Michael Zimmermann. Provavelmente desenhado por Guillaume Postel.

Esses eventos motivaram a divulgação da Cabala por Johann Reuchlin, um erudito que promoveu os estudos da gramática hebraica e resgatou manuscritos judaicos antigos. Em sua época, a filosofia oculta estava ganhando credibilidade entre estudiosos, junto à religião mística, numerologia e música poderosa. Pautando-se na legitimidade da filosofia judaica, ele teve alguns contatos com Pico e utilizou suas traduções latinas posteriormente. Reuchlin ficou conhecido junto a Pico como um dos fundadores da Cabala cristã (cujo interesse se difundiu e derivou-se em sistemas posteriores por outros ocultistas da Renascença). Tal como Pico, Reuchlin defendeu o poder mágico dos nomes e simbolismo de letras, como o Tetragrammaton, principalmente na obra De verbo mirifico (1494), na qual afirmou a necessidade de ritos iniciáticos para se operar feitos sobrenaturais, por exemplo através do pentagrammaton "ISHUH". Porém, distinguindo-se de outros proponentes renascentistas de sistemas mágicos, Reuchlin afirmava que esses "milagres" eram graças à agência de Deus, não do homem. Ele chama tal arte das maravilhas de soliloquia, que é o ato de fazer requisições por meio de preces, e a distingue da física, magia e astrologia como uma "magia divina". Em referência a Pico, disse no De verbo mirifico:
"o que um certo nobre filósofo recentemente propôs em Roma não me pareceu ignorante, nenhum nome em operação mágica e lícita tem o mesmo poder que aqueles em hebraico ou aqueles derivados do hebraico, porque, de todas essas coisas, estes são primeiramente formados pela voz de Deus. Sim, aquilo em que a natureza pratica magia principalmente é a voz de Deus."
No final do século XV, proibições e expulsões de judeus ocorreram em universidades e ducados da Suábia, e, naquela área repleta de misticismo, mania das bruxas e demonologia, o sentimento antissemita, que havia declinado no início do século, tornou-se muito intenso. Após a morte de seu benfeitor, Reuchlin foi forçado a fugas de uma cidade a outra, e surgiram diatribes contra ele. Em 1511, Johannes Pfefferkorn, um judeu apóstata, acusava Reuchlin de receber subornos por sua posição para proteger judeus e de que ele não seria o autor de suas obras acadêmicas; além do mais, ele atacou a defesa que Reuchlin havia feito à comissão imperial contra o confisco, censura e queima dos livros judaicos. Em 1512, libelos foram feitos por Pfefferkorn e Arnold von Tungern contra o livro de Reuchlin Augenspiegel ("Óculos"), com Tungern afirmando que as sinagogas eram "templos de bruxas" e que o Talmude estava repleto de imoralidade, magia e feitiçaria. Posteriormente, sob incentivo de Jacob van Hoogstraaten, a faculdade de teologia de Colonha moveu um processo contra Reuchlin; com permissão imperial, baniu seu livro de Defesa e, em 1513, queimou o Augenspiegel como heresia. Hoogstraeten era então o inquisidor papal de maior poder na Alemanha e mudara de perseguir bruxas e magia, a uma campanha antissemita. Em 1514, ele apelou a Roma e uma comissão foi apontada por Leão X para julgar Reuchlin. Apesar de a maioria ter absolvido as obras de Reuchlin, uma série de atos legais se sucedeu e o caso foi adiado, até que Leão condenou o Augenspiegel em 1520. Toda a controvérsia ficou conhecida como "caso Reuchlin", ao qual houve uma reação de humanistas que defenderam-no dentro das discussões da Reforma, como também o fizera depois Lutero.

## Tritêmio
Outro inspirado por Pico della Mirandola foi Johannes Trithemius, um monge beneditino que se tornou um apólogo da magia natural, teorizando que ela dependia não apenas da natureza, mas do sobrenatural, tanto da divindade por Deus e seus anjos quanto, no outro extremo, do Diabo e demônios. Ele baseava-se na autoridade do escolástico Alberto Magno para a defesa da arte e nela confluía também a consideração do feitio de milagres. Escreveu esboços de uma obra chamada Steganographia, que propunha realizar comunicação a distância por meio de cifras mágicas. Charles de Bovelles (Bovillus) visitou-o em seu monastério em 1503. Bovillus vinha do Reino da França, então hostil à magia—Simon de Phares recentemente havia sido condenado em Lyon por prática de magia e astrologia em 1494, e Jacques Lefèvre d'Étaples se retratou de publicar seu tratado de magia natural e passou a condená-la. Em uma carta de 1508, Bovillus relatou suas impressões negativas de Tritêmio, de que seu livro conteria, além das cifras e proposta de comunicação a distância, encantamentos de amor; ele concluiu então que a obra deveria ser queimada, afirmou também que Tritêmio fizera profecias dúbias e que tais feitos só poderiam ser atribuídos a demônios. Essas acusações causaram grande repercussão e Tritêmio teve que se defender, qualificando Bovillus como um mentiroso, pois em sua visita havia tido dele aprovação à sua obra, e negou que praticasse artes demoníacas e necromancia. Uma defesa inclusive se encontra no prefácio da obra publicada posteriormente, Polygraphia, em 1518, dedicada ao imperador Maximiliano I.
Alcunhado de Philomagus ("amante da magia"), Tritêmio não rejeitou o título, pois via a magia que propunha como baseada na piedade cristã e aceitável—seja divina, humana ou natural—e repudiava a outra forma "supersticiosa, diabólica e permitida a nenhum dos fiéis, visto que é condenada pela Santa Igreja". Seu sistema mágico criptológico tornou-se conhecido e serviu a parte de sua defesa quando ele afirmou que tinha por princípio a confidencialidade esotérica, pois as técnicas criptográficas impediriam a corrupção por influências demoníacas e garantiriam que apenas os espiritualmente e intelectualmente aptos poderiam se instruir na magia. Nos livros, reiterou que todas as suas informações se baseavam nos preceitos católicos e leis naturais e que eram lícitas, diferente da magia maléfica.
Tritêmio talvez seja um dos quatro prelados mencionados por Paracelso como seus professores e teria sido um dos professores gregos de Reuchlin, o qual, por sua vez, teria ensinado hebreu a Tritêmio.

## Agripa

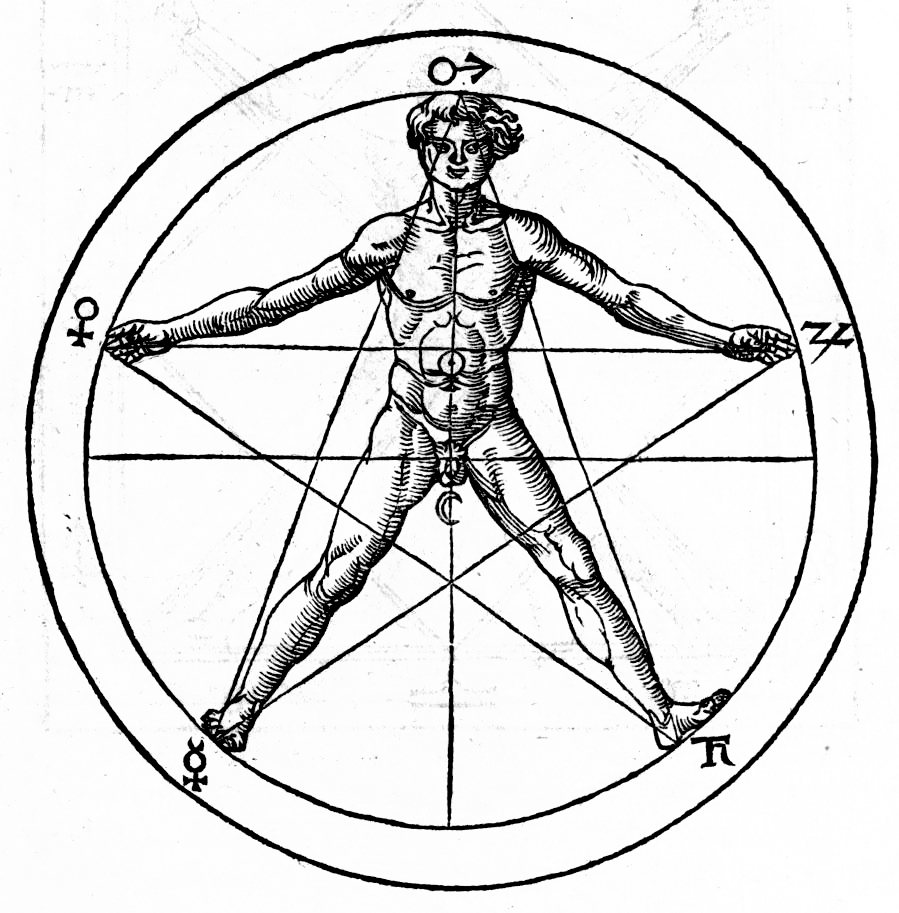
O corpo humano inscrito no pentagrama, nas pontas encontram-se os símbolos dos planetas, os símbolos do Sol e da lua bem próximos do corpo, denotando uma representação do macrocosmo/microcosmo. Ilustração da obra De Occulta Philosophia de Agripa.

Tritêmio também foi tutor de Heinrich Cornelius Agrippa, que defendeu seu mestre e tentou reabilitar o conceito superior de magia. Ao aprendiz, Tritêmio teria dito, provavelmente lembrando os ataques de Bovillus: "Guarde este preceito: que você comunique segredos vulgares para amigos vulgares, mas segredos arcanos mais elevados apenas para amigos mais nobres e secretos, dando feno para a vaca, mas açúcar para o papagaio! Entenda minhas palavras, para que você não seja pisoteado pelos cascos das vacas!"; e aconselhou que ele firmemente esforçasse a mente nos universais. Agripa tornou-se conhecido por seu De Occulta Philosophia, escrito em 1510 e que circulava em manuscritos antes da publicação. Nele, como contemporâneos observaram, não se limitou a um único sistema de magia e fez um compêndio sistemático que dava mais importância ao teor religioso da prática. Foi crítico dos necromantes, e Frances Yates considerou sua obra como "uma apoteose da magia religiosa". Em 1516, Agripa louvaria os ensinos piedosos em De triplici ratione cognoscendi, com interpretação cristianizante da magia hermética de que as proezas e operações maravilhosas chamadas de milagres, que formavam a base da fé em Cristo, poderiam ser operadas pelos cristãos.

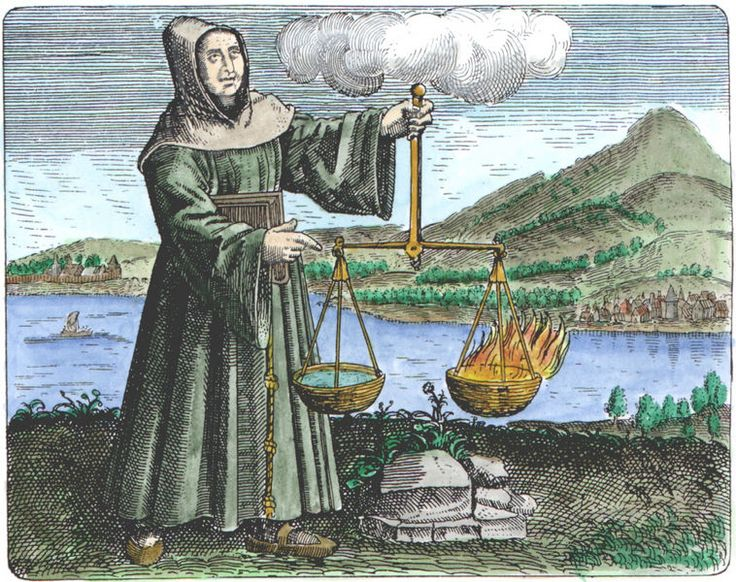
Ilustração em Symbola aureae mensae duodecim nationum (1617) de Michael Maier, representando Roger Bacon segurando os elementos água e fogo na balança.

Seus escritos revelam uso também do De verbo mirifico e De arte kabbalistica de Reuchlin e ele teria lido obras de Paracelso. Agripa, assim como Reuchlin, criticava sistemas medievais de magia como os de Robert Kilwardby, Roger Bacon, Pedro de Abano e da Picatrix, por serem "não-naturais". Em alguns manuscritos secretos seus, porém, segundo Paola Zambelli:
"ele revelou ritos, fórmulas e receitas de magia negra a Joaquim, Eleitor de Brandemburgo. A maioria deles tinha o mesmo objetivo do Viagra farmacêutico moderno, com a diferença de que invocavam demônios para esse motivo. Tritêmio ensinara Agripa a não se contentar com a magia natural. Apresentada por Ficino e Pico como recurso de afastamento dos demônios e ritos teúrgicos, a doutrina e a práxis desta magia não eram suficientes de acordo com Tritêmio".
Ele também teria atestado, assim como seu professor Tritêmio, a transferência de pensamento pelo ar (que hoje seria chamada de telepatia): "é possível, sem recurso a qualquer superstição ou à mediação de qualquer espírito, um homem relatar seu pensamento naturalmente a alguém em muito pouco tempo, por mais distantes que estejam um do outro ou quão desconhecidas sejam suas distâncias e respectivas estações". Já conhecido por seus manuscritos mágicos, Agripa, porém, retratou-se da prática oculta e afirmou ceticismo não só a ela mas a todas as ciências em seu De incertitudine et vanitate omnium scientiarum et artium (1530). Isso foi considerado paradoxal e deu espaço a diversas interpretações modernas sobre se ele de fato teria abandonado a magia ou não, e em que ponto as intenções de seus discursos seriam retóricas, visto que, três anos depois, ele expandiu seu compêndio De Occulta Philosophia, no qual, no entanto, escreve em linhas finais:
"Mas sobre a magia eu escrevi enquanto eu era muito jovem três grandes livros, que eu chamei de Da Filosofia Oculta, nos quais o que era errôneo pela curiosidade de minha juventude, agora sendo mais aconselhado, estou disposto a ter retratado, por esta retratação; antigamente, gastei muito tempo e custos nessas vaidades. Por fim, tornei-me tão sábio que fui capaz de dissuadir outros dessa destruição; pois todo aquele que não pratica na verdade, nem no poder de Deus, mas nos enganos dos demônios, de acordo com a operação dos espíritos malignos, presume adivinhar e profetizar, e praticando através da magia vaidades, exorcismos, encantamentos e outras obras demoníacas e enganos da idolatria, gabando-se de ilusões e fantasmas que cessam no momento, jacteia-se de que pode fazer milagres, a este digo que tudo isso, com Janes, Jambres e Simão, o Mago, será destinado aos tormentos do Fogo eterno."
Segundo Michael H. Keefer, o De vanitate indica que o autor guardava ainda as mesmas intenções hermetistas de renascimento expressas no De Occulta Philosophia, em conciliação com o cristianismo, e clamava ser possível a reversão da Queda e a deificação:
"não da árvore do conhecimento do bem e do mal, mas da árvore da vida, então tu deixarás de lado as ciências humanas ... e entrando agora não na escola dos filósofos e no ginásio dos sofistas, mas em ti mesmo, saberás todas as coisas ... Deus fez todas as coisas muito boas, ou seja, no melhor grau em que poderiam permanecer. Portanto, como criou árvores cheias de frutas, também criou almas ou árvores racionais cheias de formas e cognições."

## Repercussões
Segundo Paola Zambelli, junto à Revolução Científica, o período posterior do século XVI foi caracterizado também pelo debate sobre a existência da magia natural. A partir dos autores italianos, ela havia se tornado mais difundida entre os germânicos, e com menos expoentes na França e Espanha.
Houve defensores posteriores de Tritêmio, incluindo monges católicos contemporâneos—alguns que reconheciam sua sabedoria das ciências, mas lamentavam sua intromissão em superstições e "magia negra", e outros que louvaram integralmente seu aprofundamento no arcano e negaram as acusações de magia demoníaca, tal como Johannes Butzbach, que defendeu a proposta tritemiana de reforma monasterial e a integração da magia natural no currículo tradicional das artes liberais.
Críticos reformadores protestantes utilizaram o pensamento de Tritêmio como um exemplo de ataque à Igreja Católica: atribuíam-lhe o motivo de interferência de demônios e acusavam o monasticismo como levando a tal através da melancolia. Ele foi repudiado também em escritos contra a bruxaria, mas Tritêmio pode ter indiretamente contribuído a essa mania das bruxas por meio de seus escritos de demonologia, que foram utilizadas posteriormente outras publicações. Georg Pictorius, por exemplo, atestou o seu débito a ele.
Mas houve também protestantes que combateram as perseguições indiscriminadas contra bruxas, como  Hermann Witekind e Johann Georg Gödelmann, considerando que nem todos melancólicos eram feiticeiros, e foram céticos quanto aos feitos mágicos atribuídos a essas pessoas, pois estariam sob efeito de ilusões diabólicas. O médico Johann Weyer, que havia estudado sob tutoria de Agripa, negou o boato professor fosse acompanhado pelo próprio Diabo na forma de um cão negro, mas não poupou a crítica a Tritêmio, acusando-o de necromancia e apoiando o julgamento feito por Bovillus.
Também entre católicos da Contrarreforma, foi cético contra a magia e a caça às bruxas o médico Girolamo Cardano, o qual afirmou que Tritêmio era impostor. Porém outros como Jean Bodin lançaram esforços em invectivas anti-magia, e houve ainda outros que, ao mesmo tempo repudiando sistema tritemiano, defendiam a legitimidade da magia natural, desde que purificada de influências demoníacas em seus preceitos, tal como o bispo Antonio Zara. Posteriormente, até o início do século XVII, os jesuítas se empenharam em combater livros de superstição, e os pedidos de Martin Delrio, Antonio Possevino e Robert Bellarmine levaram a efeito a inserção da obra de Tritêmio no Índice de Livros Proibidos. Mas houve católicos contrarreformistas que defendiam um universalismo e o papel da magia antiga na reconciliação entre protestantes e católicos. Essa atitude pode ser traçada pelo menos até Francesco Giorgi, em seu De harmonia mundi (1525). Ainda também Francesco Patrizi propôs incorporar o hermetismo em seu apelo a uma "reformatio magica", no prefácio direcionado ao Papa Gregório IV em seu livro Nova de universis philosophia (1591):
"A primeira e mais excelente parte da magia nada mais é do que teologia e religião, e se não for completamente verdadeira, como a verdade subsequentemente foi revelada por Cristo, ela se aproxima mais dessa verdade do que todos os outros estudos"
Houve ainda protestantes ocultistas que também buscaram resolver o cisma cristão no campo comum do arcano, tal como Paracelso.

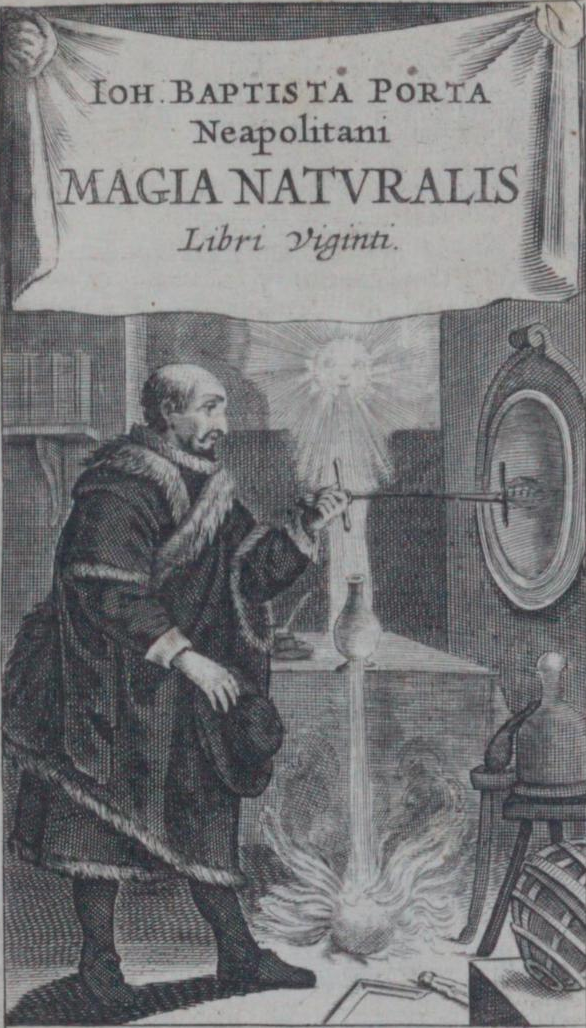
Frontispício de uma edição de 1644 de Magia Naturalis, representando della Porta em procedimento com simbolismos mágicos

O sistema criptográfico de Tritêmio tornou-se cada vez mais revivido por apologistas, tal como Giovanni Battista della Porta, que afirmava que a magia "supera todas as ciências (exceto apenas a filosofia divina), de modo que em relação a ela, a rainha, parece que todas as outras artes e ciências não são mais do que meras servas". Ele publicou quatro tratados sob o título Magia Naturalis em 1558, afirmando que "magia é tida entre os homens como a sabedoria e o perfeito conhecimento das coisas naturais: e são chamados magos aqueles que ... os gregos chamavam filósofos", e que havia dois tipos de magia: "uma infame ... pois tem a ver com os espíritos almas e ... encantamento ... e isso é chamado de feitiçaria. A outra magia é natural".
Na Inglaterra, antes de William Shakespeare e Christopher Marlowe, não havia popularidade da magia natural e astrologia. John Dee, tendo encontrado manuscritos da Steganographia e os divulgado a William Cecil, contribuiu à popularização da criptografia e em novas impressões de livros de Tritêmio, mantendo uma nova voga até o início do século XVII.

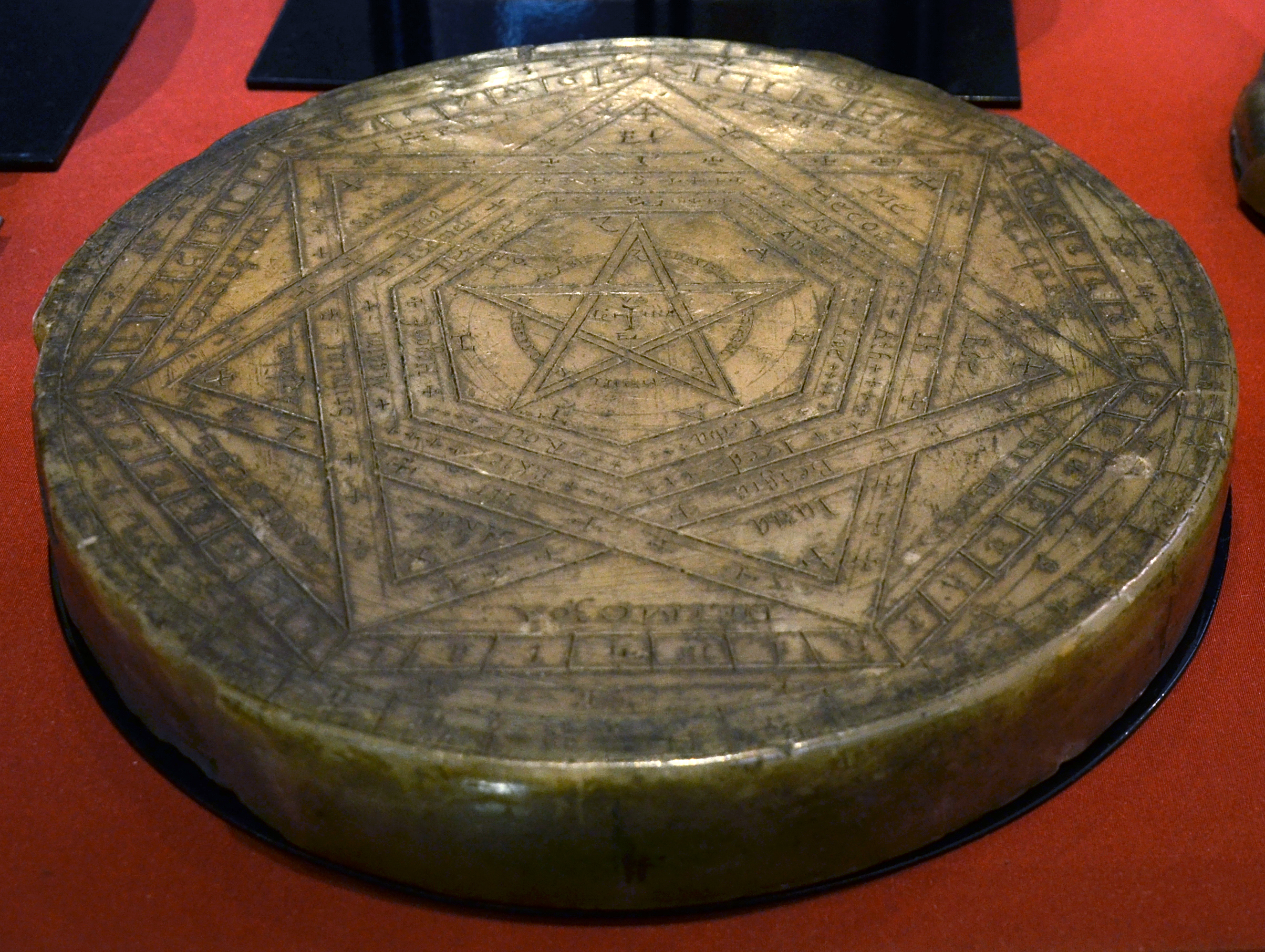
Sigillum Dei de John Dee, no Museu Britânico

Influenciando também a rainha Elizabeth, John Dee elaborou um sistema mágico próprio que utilizava a numerologia pitagórica e alquimia hermética. Porém, divulgando sobre o papel de agentes angélicos como mediadores de cifras e mensagens, tal como afirmava a Steganographia, Dee também ficou exposto às acusações dos demonologistas. Outro inglês, Robert Fludd, também se apoiou em Tritêmio na defesa da magia durante a diatribe com Marin Mersenne.
Houve junção da alquimia de Paracelso e com a magia natural de Tritêmio em publicações por Cesare Della Riviera, Gerard Dorn, Jacques Gohory, Jean-Jacques Boissard; mesmo entre jesuítas, proponentes da condenação da obra tritemiana, havia discordância, tal como Adam Tanner (favorável à astrologia) afirmou em um discurso, e a própria Sociedade de Jesus recebeu acusações hostis como responsável pelo crescimento do número de mágicos e da divulgação da esteganografia de Tritêmio. A criptografia tritemiana, mesmo com sua racionalidade mágica, teve como defensores os jesuítas Athanasius Kircher e Caspar Schott (cujo trabalho de lógica influenciaria a proposta de uma linguagem universal por Leibniz depois), o cisterciense Juan Caramuel y Lobkowitz, além de beneditinos e o príncipe protestante Augusto II de Brunsvique-Luneburgo. Jean Belot, padre francês ocultista, defendeu a comunicação críptica por meio de anjos santos segundo Tritêmio, e também a arte da memória e a ars combinatoria de Ramon Llull como uma "memória artificial" mágica, em sua obra Traicté de la memoire artificielle (1654).

## Bruno

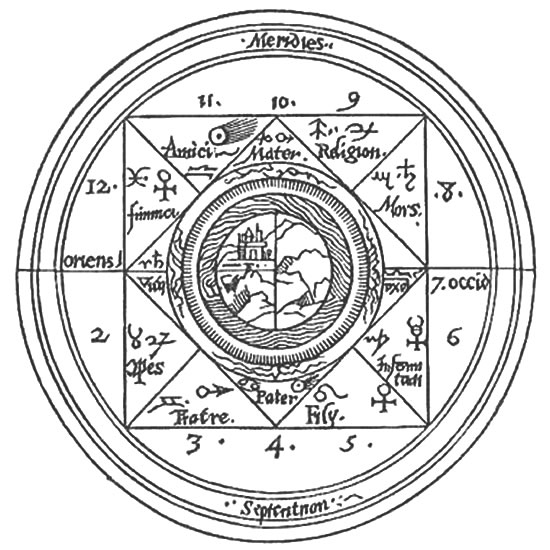
Gravura por Giordano Bruno que divide a estrutura do cosmos em casas astrológicas

Na metade do século XVI, a magia natural já estava popular pela circulação de textos neoplatônicos, herméticos e seus derivados, como os escritos de Ficino e Pico, amplamente difundidos, além de manuscritos não publicados de Tritêmio e o livro oculto de Agripa. Giordano Bruno teve influência de todos esses autores, como demonstra em suas obras; ele também realiza citações ao contemporâneo Paracelso e seu sistema de magia, então controverso, e apoiou a alquimia na manipulação de ervas. Durante o processo inquisitorial que ele sofreu em Veneza, seus livros mágicos foram confiscados (incluindo autores proibidos pela Inquisição) e, em sua explicação da magia cerimonial, Bruno compara-a a uma espada que causaria mal nas mãos de um "canalha", mas que alguém temente a Deus -
"é capaz de julgar os resultados lícitos e ilícitos decorrentes desses princípios, e de que maneira eles são postos em execução pela virtude das disposições celestiais e pela operação de imagens e caracteres. Sejam eles feitos por homens sábios ou por demônios, todos concordam nisso, que pela observação de sinais e tempos e tratando de matéria inferior por meio de cerimônias, eles realizam coisas maravilhosas tanto em dano quanto em utilidade aos homens"
Em sua divisão trina do cosmos em mundo arquetípico, mundo natural e mundo racional (ou das sombras), no De magia naturali (1590) ele afirma que a magia dos mundos natural e divino é necessariamente boa, enquanto a magia matemática do mundo racional pode ser boa ou ruim de acordo com o uso; seu foco foi na magia desse mundo intermediário das sombras imaginais na razão, a partir das quais o homem tem acesso ao mundo superior. Ele define em Sigillus sigillorum (1583) os tipos das chamadas "contrações do espírito", que são estados de consciência ou modos de concentração cognitivos, distinguindo as contrações más, que, a partir da credulidade, arrebatam os sentidos e a razão de forma exterior, e incluem a ars notoria dos medievais (que no De magia naturali ele condena, pois tornava as pessoas "vasos dos demônios maus"); diferente das "contrações laudáveis", que se baseiam na crença regulada e são salutares. Estas últimas, Bruno as conecta à arte da memória, que atua:
"incitando a natureza quando paralisada, corrigindo e orientando quando desviada e exorbitante, fortalecendo e amparando quando fraca e exausta, corrigindo quando errônea, seguindo seu aperfeiçoamento e emulando sua indústria"
Outros tratados mágicos incluem De vinculis in genere (1591) e Theses de magia. Há ainda referências que indicam sua preocupação com a conjuração de espíritos e entidades divinas, tal como prescrições em De magia mathematica (1589). E ainda na Ars memoriae (1582), além de exercícios mnemônicos, também é descrito o procedimento de ritual teúrgico segundo regras de Agripa, e ela contém gravuras de sigilos e imagens. Bruno realizou uma reforma do sistema mnemotécnico luliano e,  através do relacionamento entre as ideias, essa magia "abriria espaço para a invenção de novas faculdades [intelectuais]", visava ao entendimento da realidade e reunião de todo conhecimento e dos homens em uma reforma religiosa, bem como a realização de feitos miraculosos:
“Em certos pontos, algumas coisas parecem adequadas à arte em virtude de sua utilidade, mesmo respeitando as coisas naturais: tais são os signos, as notas, os caracteres, os sigilos. Essas coisas dão à arte seu grande poder, parecendo agir fora os limites da natureza, acima da natureza e—se a situação assim o exigir—contra a natureza."

## Artes magicae
Além da cultura popular, tanto a burguesia quanto a nobreza nos séculos XV e XVI mostraram grande fascínio pelas artes mágicas, que exerciam um encanto exótico por serem atribuídas a fontes árabes, judaicas, romani e egípcias. Havia grande incerteza na distinção de práticas de superstição vã, ocultismo blasfemo e conhecimento erudito ou ritual piedoso perfeitamente sólido. Tensões intelectuais e espirituais irrompiam na mania das bruxas da Idade Moderna, ainda mais reforçada pelas turbulências da Reforma Protestante, especialmente na Alemanha, Inglaterra e Escócia. As pessoas naquela época descobriram que a existência da magia era algo que poderia responder às perguntas que eles não podiam explicar por meio da ciência. Para elas, estava sugerindo que, enquanto a ciência podia explicar a razão, a magia poderia explicar a "irracionalidade".
Antes da magia natural filosófica, eram populares serviços considerados profanos como adivinhação, conjurações, feitiços de amor, localização de pessoas e tesouros por pessoas mágicas contratadas. Houve uma exposição no século XV das chamadas sete artes magicae ou artes prohibitae em uma compilação de 1456 por Johannes Hartlieb, como praticadas em seu tempo. Hartlieb, um astrólogo e médico que servia a Alberto III da Baviera-Munique, considerava-as como artimanha do diabo e tinha o intuito de mostrar como eram proibidas pelo direito canônico da Igreja. Na sua partição em sete, refletindo talvez a das artes liberales e artes mechanicae, eram:
1. nigromancia ("magia negra", demonologia, derivada, por etimologia popular, de necromancia)
2. geomancia
3. hidromancia
4. aeromancia
5. piromancia
6. quiromancia
7. escapulomancia

A divisão entre as quatro disciplinas "elementais" (geomancia, hidromancia, aeromancia, piromancia) é um tanto artificial. Quiromancia é a adivinhação das palmas das mãos de um sujeito, praticada pelos ciganos (na época recém-chegados à Europa), e escapulomancia é a adivinhação a partir de ossos de animais, em particular omoplatas, como praticada na superstição camponesa. Nigromancia contrasta com isso como "alta magia" erudita, derivada de grimórios medievais como o Picatrix ou o Liber Rasielis.
Os indícios mostram que, apesar de no século XVI ter havido uma queda no número de publicações da magia de imagem da Idade Média, ocorreu continuidade da magia ritual com grande aumento, mesmo com os esforços dos renascentistas de suprimirem a "magia impura" ao defenderem a magia natural. A importância da magia medieval à recepção nos séculos seguintes é atestada pelo que os escribas viram a magia renascentista como suplementar aos antigos rituais medievais, e compilaram fórmulas de ambas em publicações mistas.

### Necromancia
Os praticantes da necromancia ou magia demoníaca no final da Idade Média geralmente pertenciam à elite educada, já que o conteúdo da maioria dos grimórios era escrito em latim. A magia demoníaca era geralmente realizada em grupos em torno de um líder espiritual de posse de livros necromânticos. Em um desses casos em 1444, o inquisidor Gaspare Sighicelli agiu contra um grupo ativo em Bolonha. Marco Mattei de Gesso e frei Jacopo de Viterbo confessaram participar de práticas mágicas.

### Geomancia
A arte da geomancia era uma das formas mais populares de magia que as pessoas praticavam durante o período renascentista. Geomancia era uma forma de adivinhação em que uma pessoa jogava areia, pedra ou terra no chão e lia as formas. As figuras geomânticas então diziam a elas "qualquer coisa" com base em cartas geomânticas usadas para ler a forma.

### Hidromancia
Hidromancia, uma forma de adivinhação usando água, é normalmente usada com perscrutar. A água é usada como um meio de vidência para permitir que o praticante veja imagens ilusórias dentro dela. A hidromancia originou-se da Babilônia e era popular durante a época bizantina, enquanto na Europa medieval, era associada à feitiçaria.

### Aeromancia
A adivinhação da aeromancia consistia em jogar areia, sujeira ou sementes no ar e estudar e interpretar os padrões da nuvem de poeira ou o assentamento das sementes. Isso também inclui a adivinhação vinda de trovões, cometas, estrelas cadentes e a forma de nuvens.

### Piromancia
Piromancia é a arte da adivinhação que consistia em sinais e padrões de chamas. Existem muitas variações de piromancia dependendo do material jogado no fogo e acredita-se que era usada para sacrifícios aos deuses e que a divindade estaria presente nas chamas, com sacerdotes interpretando os presságios transmitidos.

### Quiromancia
Quiromancia é uma forma de adivinhação baseada na leitura das mãos e em intuições e simbolismo, com alguns símbolos ligados à astrologia. Uma linha da mão de uma pessoa que se assemelha a um quadrado é considerada um mau presságio, enquanto um triângulo seria um bom presságio. Essa ideia vem do trígono e da quadratura nos aspectos astrológicos.

### Escapulomancia
Escapulomancia era uma forma de adivinhação usando a escápula de um animal. A escápula seria quebrada, com base em como foi quebrada, poderia ser usada para ler o futuro. Geralmente aquecia-a previamente com carvão quente até que se quebrasse.

## Período barroco
Mesmo com perseguições, como da Inquisição e da caça às bruxas, relatos populares de milagres e do sobrenatural cresciam nos séculos XVI e XVII, como na Alemanha pela divulgação em panfletos e jornais tornada possível pela imprensa, bem como a ampliação da literatura mágica pela publicação de livros. Também dentre a esfera da erudição, de outro lado, os sistemas renascentistas tiveram continuidade no período barroco e o estudo das artes ocultas permaneceu difundido em universidades por toda a Europa até o século XVII. Reformadores buscavam expurgar todos os elementos mágicos da prática da Igreja e crença cristã, marcando um período que Max Weber chamou de "desencantamento do mundo". Mesmo assim, ocorreu um "reencantamento" e o período inicial foi disputado por críticos do antigo escolasticismo, como os paracelsianos, que queriam assumir o espaço como uma nova filosofia em substituição ao aristotelismo. Com a visão desses antagonismos, Walter Raleigh, por exemplo, em The History of the World (1614), classificou vários tipos de magia, em que a primeira seria a "arte de adorar a Deus", e a terceira "continha o todo da filosofia da natureza; não as balbúrdias dos aristotélicos, mas aquilo que traz à luz as virtudes mais íntimas", enquanto Francis Bacon proporia um método científico para evitar tanto as verbosidades aristotélicas quanto as experimentações cegas de paracelsianos e imposturas da magia natural.

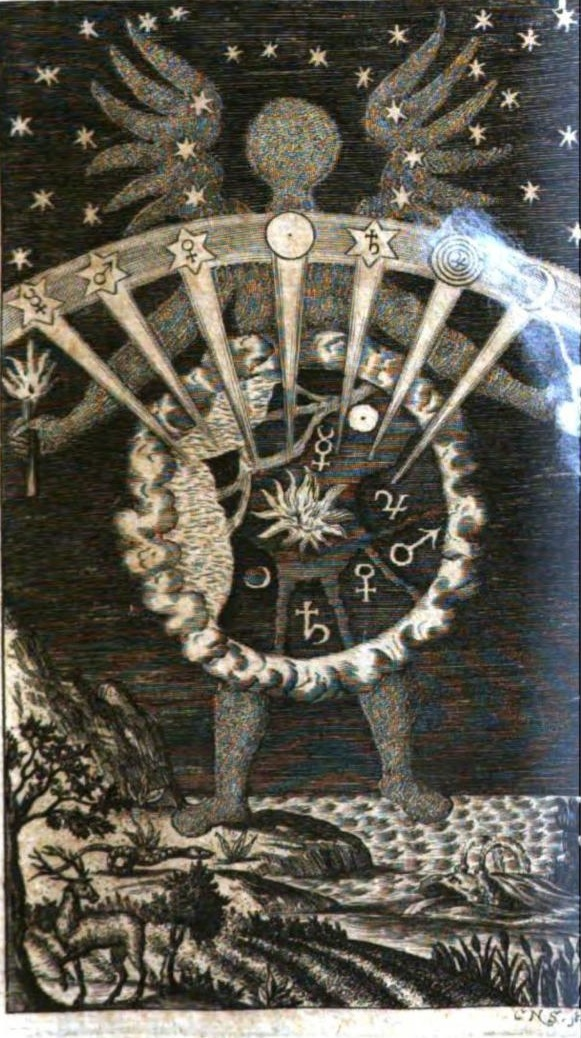
Gravura em uma edição alemã de Magia Naturalis de 1680. Figura um ser angélico antropomórfico com símbolos alquímicos dos sete planetas clássicos em uma conjunção de macrocosmo celeste/microcosmo interno

Ao final do século XVI, Giambattista Della Porta havia criado a "Academia dos Segredos da Natureza" (Accademia Secretorum Naturae) em Nápoles, porém ele foi exonerado pelo Papa Paulo V quando suas obras de magia e ocultismo ganharam notoriedade e a academia foi dissolvida em 1592. Ele teria, no entanto, inspirado a fundação da Academia dos Linces em 1603, da qual foi um dos primeiros membros.
No século XVII, a alquimia ainda ganhava atração na medicina por seguidores paracelsianos, como Jan Baptista van Helmont e Daniel Sennert. Havia ainda diversos divulgadores científicos e da tecnologia na Itália e Inglaterra que desejavam uma "magia natural" reformada, tal como Samuel Hartlib, e segundo Charles Webster, em From Paracelsus to Newton (1982), membros da Royal Society como John Aubrey, Elias Ashmole e Robert Plot "preservaram em um grau notável a perspectiva dos mágicos naturais do renascimento".
Mesmo alguns teólogos do aristotelismo do século XVI e XVII discutiram sobre a magia natural e incorporaram discursos de qualidades ocultas em sua física, como as noções de simpatias, antipatias e demônios, em círculos flexíveis que constituíram o que foi chamada por acadêmicos contemporâneos de "magia escolástica". Textos jesuítas da Universidade de Coimbra emitidos entre 1602 e 1607, e que foram populares até os anos de 1630, reconheciam o nome "magia natural" como ciência prática e física aplicada, e o tema era popular em dissertações nas universidades europeias. A teorização de qualidades ocultas teve uma culminância em Duarte Madeira Arrais, médico da corte de João IV, que escreveu Novae philosophiae et medicinae de qualitatibus occultis em 1650.
Outros exemplos de rebentos que tiveram influência do ocultismo, alquimia, magia e astrologia renascentista, ainda no século XVI, são Tommaso Campanella, que publicou Del senso delle cose e della magia (1620), e Robert Fludd, com o History of the Two Worlds (entre 1617 e 1626). Houve ainda discussões na França em que oponentes do aristotelismo foram considerados como ocultistas, tal como num debate de 1624 em Paris sobre alquimia e atomismo, em que Jan Baptista van Helmont defendia a aplicação da primeira na medicina, enquanto Marin Mersenne investia contra as doutrinas de magia como de Paracelso e Bruno, pois as via como uma ameaça à religião e à filosofia aristotélica; outros críticos foram Gabriel Naudé e Pierre Gassendi.
Porém com Descartes e Galileu, houve uma ruptura com as "más doutrinas" antigas do ocultismo, e iniciou-se um mecanicismo que substituía a consideração de forças da natureza, antes como qualidades ocultas, por quantidades. Críticas à magia se sucederam com o crescimento do empirismo e ceticismo pelas obras de Francis Bacon, Robert Boyle e John Locke. Ainda assim, esses três leram avidamente obras renascentistas de magia natural e alquimia; houve interesse por Boyle de estudar o oculto, pois ele investigava a realidade da bruxaria como um assunto próprio da ciência e financiou publicações sobre casos de demônios, e Bacon, ao mesmo tempo que repudiava os antigos mágicos, por seu vocabulário de mistérios arcanos e rituais, afirmou que "muitas coisas ... atuam sobre os espíritos do homem por secreta simpatia e antipatia ... [como] as virtudes das pedras preciosas ... [que] contêm em si finos espíritos" e reciclou termos da magia natural e do hermetismo para a proposta de uma ciência natural consistente que pudesse realizar proezas. Restaram alguns grupos com influências ocultistas, tal como os platonistas de Cambridge, que inseriram o mecanicismo dentro do sistema renascentista.
Segundo Brian Copenhaver, se até o século XVI "magia natural" era vista por vários pensadores como um ramo válido da filosofia natural, após Francis Bacon o termo passou a ser ignorado e, no Iluminismo, "magia natural" era mais motivo de embaraço e escândalo para a maioria dos intelectuais do século XVIII, a exemplo de Leibniz, que utilizou essa conotação pejorativa quando disse que o sistema de Newton tinha "qualidade oculta".
Após Leibniz, a filosofia oculta deixou para sempre da história canônica da filosofia, porém teve alguns descendentes no sistema leibniziano das harmonias e mônadas, na obra de Berkeley Siris e de Kant Sonhos de um Visionário. Mesmo Newton ficou conhecido também por seu interesse em estudos ocultos, como a alquimia, e princípios herméticos levaram-no à proposição da sua Terceira Lei. Assim dele falou John Maynard Keynes: "Newton não foi o primeiro da Era da Razão. Ele foi o último dos magos".

Das antigas inspirações, surge uma nova fase de ocultismo no Iluminismo ao final do século XVIII, como em Ebenezer Sibly, Mesmer, Swedenborg e Cagliostro. Segundo Arthur Versluis, houve continuidade e popularização da magia medieval e renascentista na magia cerimonial posterior, que antes era inclusive associada ao monasticismo cristão em obras como Der goldene Habermann (1505), Trinum Perfectum Magiae Albae et Nigrae (1534), Spiritus Familiarus (1730), de Daniel Caesaris, e Das Geheimniss der heiligen Gertrudis (1809). Esses exemplos de livros foram preservados por monges capuchinhos, jesuítas e cartusianos (e até mesmo atribuídos a eles) e indicariam uma tradição mágica cristã dependente da Cabala. Para Versluis, "a história de correntes mágicas na modernidade é em grande parte a história de como a magia cerimonial se tornou secularizada" e "a história da magia cerimonial ocidental desde o século XVI é uma de variações de temas e, posto mais precisamente, de livros que derivam e até mesmo plagiam seus predecessores".